# Estação Obukhovo
Obukhovo (em russo:  Обухово) é uma das estações da linha Nevsko-Vasileostrovskaia (Linha 3) do metro de São Petersburgo, na Rússia. Estação «Obukhovo» está localizada entre as estações «Proletarskaia» (ao norte) e «Rybatskoie» (ao sul).